# Vorstendom Anhalt-Köthen (1606-1807)
Het vorstendom Anhalt-Köthen of Cöthen (Duits: Fürstentum Anhalt-Köthen) was een land in het Heilige Roomse Rijk. Het werd aanvankelijk geregeerd werd door het de jongere linie Anhalt-Köthen. In 1665 erfde de linie Anhalt-Plötzkau het vorstendom. Beide linies waren zijtakken van de dynastie der Ascaniërs. Anhalt-Köthen ontstond in 1606, na de verdeling van het vorstendom Anhalt tussen de zoons van Joachim Ernst. In 1807 werd het vorstendom tot hertogdom verheven, nadat het land toegetreden was tot de door Napoleon beheerste Rijnbond.
Anhalt-Köthen bestond bij uit twee van elkaar gescheiden gebieden. Het grootste deel lag ten oosten van de Saale rond de hoofdstad Köthen. Ten westen daarvan lag een kleiner deel rond Güsten. Alle Anhaltse vorstendommen waren als een geheel ingedeeld bij de Opper-Saksische Kreits.
De eerste vorst van Anhalt-Köthen, Lodewijk I, is beroemd geworden als medeoprichter en voorzitter van het Fruchtbringende Gesellschaft, een gezelschap dat zich inzette voor het gebruik van het Duits. Kort na de oprichting van het gezelschap brak de Dertigjarige Oorlog (1618-1648) uit. Anhalt-Köthen werd zwaar getroffen tijdens de oorlog. Aan het begin van de 18e eeuw was Johann Sebastian Bach als kapelmeester werkzaam aan het Köthense hof.

## Geschiedenis

### Anhalt-Köthen van 1606 tot 1665
De zoons van Joachim Ernst van Anhalt, die sinds zijn dood in 1586 gemeenschappelijk regeerden, deelden Anhalt in 1606 op waarbij Lodewijk Köthen kreeg.
De eerste vorst Lodewijk, uit de Duitse literatuurgeschiedenis bekend als een van de oprichters en eerste leider van de Fruchtbringende Gesellschaft, werd in 1650 opgevolgd door zijn onmondige zoon Willem Lodewijk (1650-1665). Met hem stierf de linie Anhalt-Köthen uit.

### Anhalt-Köthen van 1665 tot 1818 (huis Anhalt-Plötzkau)
Het vorstendom viel nu toe aan de linie Huis Anhalt-Plötzkau. Deze linie bezat geen zelfstandig vorstendom: Plötzkau maakte deel uit van het vorstendom Anhalt-Bernburg. Het vorstendom Plötzkau bleef eigendom van de vorst van Anhalt-Bernburg. De nieuwe vorsten van Köthen waren Lebrecht (1665-1669) en Emanuel (1665-1670), zoons August van Anhalt-Plötzkau. De eerstgenoemde stierf in 1669 kinderloos, de tweede in 1670 met achterlating van een zwangere vrouw. Zijn postume zoon Emanuel Lebrecht (1670-1704) aanvaardde in 1692 de regering, maar stierf al in 1704. Op hem volgden zijn zoons Leopold (1704-1728) (die van 1717 tot 1723 Johann Sebastian Bach als hofcomponist in dienst had) en August Lodewijk (1728-1755).
August Lodewijk was gehuwd met Emilia van Promnitz-Pleß, waardoor in 1765 de heerlijkheid Pleß in Opper-Silezië in het bezit kwam van hun jongere zoon Frederik Erdman. Deze Standesherrschaft was niet Reichsunmittelbar maar de bevoegdheden van de heren van Pleß waren niet veel minder. Door deze aanwinst ontstond de zijtak Anhalt-Köthen-Pleß
August Lodewijks opvolger Karel George Lebrecht (1755-1789) sneuvelde in 1789 in de Turkenoorlogen.
Zijn zoon en opvolger August Christiaan Frederik (1789-1812), evenals zijn vader keizerlijk veldmaarschalk, was een groot bewonderaar van Napoleon en richtte zijn land land op Franse wijze in. Nadat in 1793 Anhalt-Zerbst was uitgestorven, werd dat vorstendom in 1797 verdeeld. Het ambt Dornburg werd bij Anhalt-Köthen gevoegd.

## Bezit
- hoofddeel met Köthen (ambten Köthen, Nienburg en Wulfen)
- ambt Warmsdorf (an der Wipper)
- ambt Rosslau (1797 van Anhalt-Zerbst)
- ambt Lindau (1797 van Anhalt-Zerbst)
- exclave ambt Dornburg (bij Gommern) (1797 van Anhalt-Zerbst)

Ambten: Stad en ambt Köthen, Nienburg, ambt Wulfen, graafschap Warmsdorf.

## Regenten
| regering  | naam                       | geboren    | overleden  | familie                             |
| --------- | -------------------------- | ---------- | ---------- | ----------------------------------- |
| 1606-1650 | Lodewijk I                 | 17-06-1579 | 07-01-1650 | zoon van Joachim Ernst              |
| 1650-1665 | Willem Lodewijk            | 03-08-1638 | 13-04-1665 | zoon                                |
| 1665-1669 | Lebrecht                   | 08-04-1622 | 07-11-1669 | zoon van August van Anhalt-Plötzkau |
| 1669-1670 | Emanuel                    | 06-10-1631 | 08-11-1670 | broer                               |
| 1670-1704 | Emanuel Lebrecht           | 20-05-1671 | 30-05-1704 | zoon                                |
| 1704-1728 | Leopold                    | 29-11-1694 | 19-11-1728 | zoon                                |
| 1728-1755 | August Lodewijk            | 09-06-1697 | 06-08-1755 | broer                               |
| 1755-1789 | Karel George Lebrecht      | 15-08-1730 | 17-10-1789 | zoon                                |
| 1789-1812 | August Christiaan Frederik | 18-11-1769 | 05-05-1812 | zoon                                |

- Zie ook Lijst van heersers van Anhalt.